# Luperina hirsuta
Luperina hirsuta är en fjärilsart som beskrevs av Wagner 1931. Luperina hirsuta ingår i släktet Luperina och familjen nattflyn. Inga underarter finns listade i Catalogue of Life.